# Aérodrome de Ghisonaccia Alzitone
L’aérodrome de Ghisonaccia - Alzitone (code OACI : LFKG) est un aérodrome civil, à usage restreint aux appareils basés en Corse ainsi qu'aux appareils d'État, situé sur la commune de Ghisonaccia, à 4 km au Nord de la ville en Haute-Corse (région Corse, France).
Il est utilisé pour la pratique d’activités de loisirs et de tourisme (aviation légère, hélicoptère et parachutisme).

## Histoire
D'après le site internet de l'aérodrome, l'histoire de la base civile de Ghisonaccia commence en 1936. François Minighetti, instructeur militaire pendant la Première Guerre mondiale sur la série de Farman F.230, aurait été à l'initiative, avec une bande d'amis, de la création de l'aérodrome.
Durant la Seconde Guerre mondiale, l'armée des Etats-Unis agrandit le terrain pour l'adapter au stationnement de ses bombardiers.
Après-guerre, il est décidé que l'aérodrome ne présente plus d'intérêt stratégique et est rendu à l'usage civil.

## Localisation
| \| 10 km1:520 000 \| Corte Ghisonaccia Ajaccio Bastia Calvi Figari Solenzara Propriano |
| 10 km1:520 000                                                                         |

## Installations
L’aérodrome dispose d’une piste bitumée quasiment orientée Sud-Nord (18/36), longue de 800 m et large de 18 m.
L’aérodrome est contrôlé par la base aérienne de Solenzara. Les communications s’effectuent sur les fréquences de 119,900 MHz pour l’approche et de 118,350 MHz pour la tour.
S’y ajoutent :
- une aire de stationnement ;
- un hangar ;
- une station d’avitaillement en carburant (100LL), réservée aux avions basés[3].

## Activités
- Aéroclub de Ghisonaccia
- Centre régional de vol à voile de Ghisonaccia
- Costa Serena parachutisme
- Corsica multi air training (CMAT)
- Corse ULM
- Corsican Flying Club

## Principales plateformes les plus proches
- Base aérienne 126 Solenzara à 20 km
- Aérodrome de Corte à 55 km
- Aéroport de Bastia-Poretta à 72 km
- Aéroport de Calvi-Sainte-Catherine à 150 km